# Flip Video

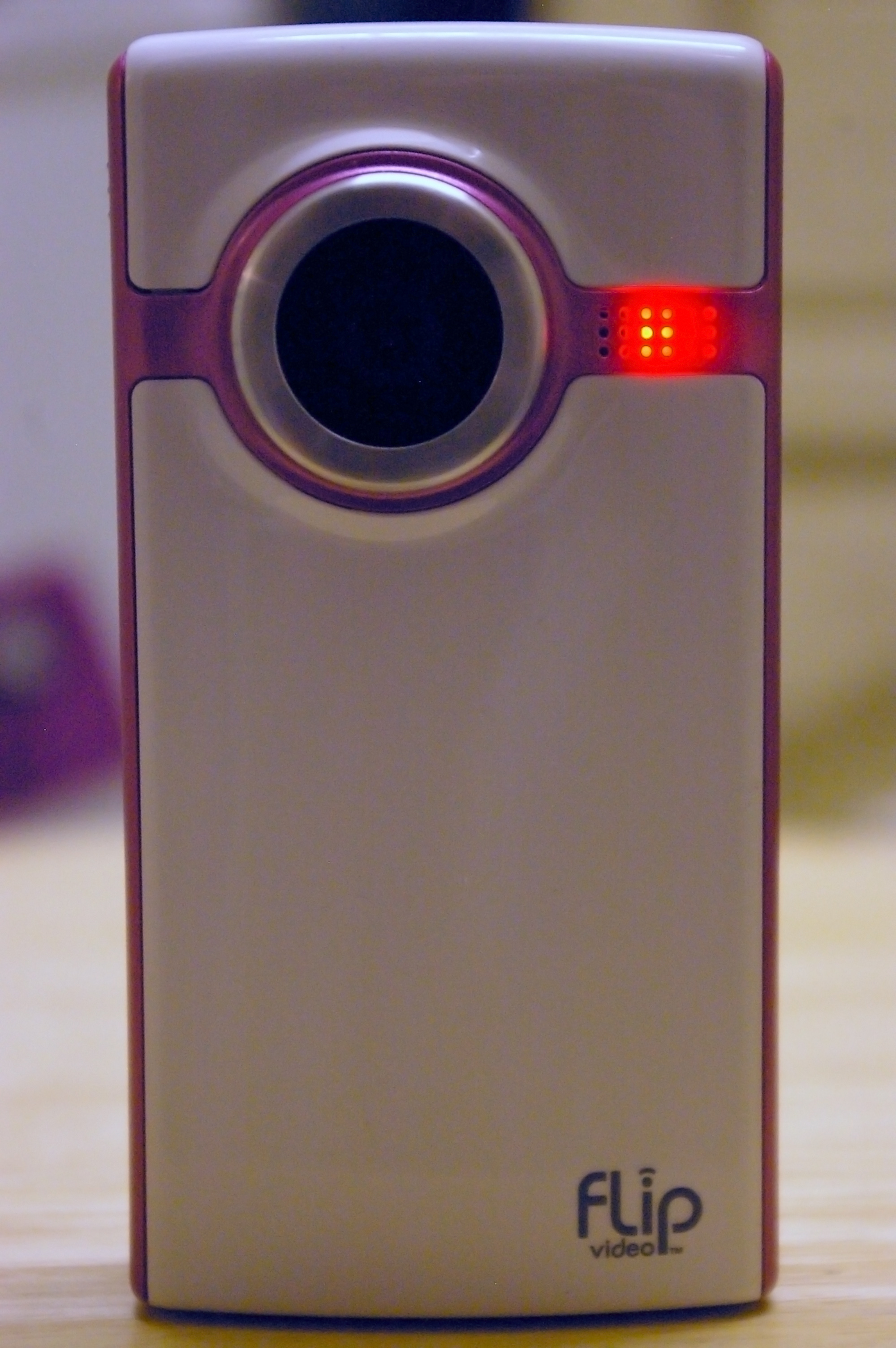
Die Flip Ultra. Das rote Licht zeigt eine laufende Aufnahme an.

Die Flip Video-Pocket-Camcorder wurden von Pure Digital Technologies in den USA eingeführt. Im März 2009 kaufte Cisco das Unternehmen. Seit November 2009 sind die drei Modelle, die Flip Ultra, die Flip UltraHD und die Flip MinoHD, in Deutschland verfügbar. Der Name „Flip“ bezieht sich auf das Ausklappen (Englisch to flip) des integrierten USB-Arms der Kameras. Im April 2011 wurde das Produkt von Cisco aus dem Sortiment genommen.

## Geschichte
Die Flip Video-Camcorder gehören seit März 2009 zu Cisco. Zuvor wurden sie von dem Unternehmen Pure Digital Technologies entwickelt und vertrieben. Pure Digital hat die erste Version der Flip Camcorder am 1. Mai 2006 unter dem Namen „Pure digital Point & Shoot“-Video Camcorder auf den amerikanischen Markt gebracht.
Dieser Camcorder war eine Weiterentwicklung des CVS Einweg-Camcorders, den Pure Digital in Apotheken der amerikanischen Kette CVS Caremark verkauft hatte. War der Speicher voll, musste die Kamera in die Apotheke zurückgebracht werden. Danach wurde dem Käufer eine DVD mit den Videoaufnahmen zugesandt.
Ein Jahr nach der ersten Veröffentlichung wurde die Kamera in „Flip Video“ umbenannt. Am 12. September 2007 kam die Flip Ultra auf den US-Markt. 2008 folgten die HD-Varianten Flip UltraHD und Flip MinoHD. Im Jahr der Markteinführung eroberten die Flip Camcorder 13 Prozent des Camcorder-Markts.
Beim Marktdurchbruch half Flip unter anderem die Positionierung als Lifestyle-Gadget: Nachdem TV-Moderatorin Oprah Winfrey Flip Camcorder an ihr gesamtes Studiopublikum verteilt hatte, begannen immer mehr Prominente sowohl die Mino als auch die Ultra-Modelle zu verwenden.
2008 begann Pure Digital damit, die Flip Camcorder in Großbritannien zu vertreiben. Die Expansion nach Deutschland – hier sind die drei Flip-Modelle seit dem 3. November 2009 erhältlich – geschah dann schon unter dem Dach des Unternehmens Cisco. Gleichzeitig startete auch der Vertrieb in Frankreich.
Im November 2010 brachte Cisco eine neue Generation der Camcorder auf den deutschen Markt. Die neue Flip UltraHD und die neuen MinoHDs – es gibt eine Version in silber, die eine Stunde lang filmt und eine in schwarz, die zwei Stunden Kapazität hat – haben nun einen Bildstabilisator und filmen mit 50 FPS anstatt mit 30 wie die Vorgängermodelle. Die US-amerikanischen Modelle filmen mit 60 FPS. Zum Start der neuen Generation wurde bekannt, dass bis September 2010 weltweit über fünf Millionen Flip Video Camcorder verkauft wurden.
Im April 2011 gab Cisco bekannt, seine Camcordersparte und damit auch die Flip-Produkte einzustellen.

## Merkmale
Alle Flip-Camcorder sind mit einem eingebauten Lautsprecher, Stereo-Mikrofon, USB-Stecker und einem Fixfokus-Objektiv ausgestattet. Sie verfügen über integrierte Speicher, eine Erweiterung per Speicherkarte ist nicht vorgesehen. Auf allen Kameras ist die zum Übertragen, Speichern, Bearbeiten und Hochladen ins Internet erforderliche Software „FlipShare“ vorinstalliert. Sie startet automatisch, wenn die Kamera per integriertem USB-Arm an einen PC oder Mac angeschlossen wird.

### Flip Ultra
Die Flip Ultra hat die Abmessungen 10,8 cm × 5,5 cm × 2,9 cm (Höhe × Breite × Tiefe) und verfügt über ein zwei Zoll großes Display. Der vier Gigabyte große Speicher erlaubt es, bis zu zwei Stunden an Filmmaterial aufzunehmen. Die Flip Ultra gibt es in Deutschland in den Farben gelb, pink und weiß.

### Flip UltraHD
Die Flip UltraHD hat wie die Flip Ultra die Abmessungen 10,8 cm × 5,5 cm × 2,9 cm und verfügt über ein zwei Zoll großes Display. Sie wird mit einem AA-Akku-Pack vertrieben, der über den integrierten USB-Arm geladen wird. Der acht Gigabyte große Speicher hält zwei Stunden an Videos. Die UltraHD hat einen HDMI-Ausgang zum Anschluss an Flachbildschirmfernseher. Sie ist in Deutschland in schwarz verfügbar.
Nächste Version, verfügbar seit November 2010: Die neue Version der Flip UltraHD ist mit 10,57 cm × 5,36 cm × 2,24 cm schmaler als das Vorgängermodell. Sie verfügt über einen Bildstabilisator und filmt mit einer Bildfrequenz von 50 FPS. Zusätzlich zum HDMI-Ausgang verfügt sie über einen „FlipPort“, einen proprietären Ausgang, über den Zubehör mit dem Camcorder verbunden werden kann. Auch Drittanbieter sollen im Rahmen eines „Designed for Flip“-Programms Zubehör für die Flip UltraHD entwickeln können.

### Flip MinoHD
Die MinoHD-Camcorder sind flacher und leichter als die Ultra-Modelle (Abmessungen: 10 cm × 5 cm × 1,6 cm, 93 g). Das Display ist 1,5 Zoll groß, die Aufnahmekapazität beträgt eine Stunde. Die Minos laufen mit einem integrierten Lithium-Ionen-Akku, der über die USB-Schnittstelle bei Anschluss an den Computer geladen wird. Die MinoHD ist in Deutschland in schwarz und chrom erhältlich.
Nächste Versionen, verfügbar seit November 2010: Die neue Flip MinoHD gibt es in zwei Ausführungen. In einer Version mit einer matt-silbernen Hülle, die bis zu eine Stunde Video in HD aufnimmt, und als matt-schwarzes Modell, das über eine Kapazität von bis zu zwei Stunden verfügt. Beide MinoHDs haben im Vergleich zum Vorgängermodell ein größeres, entspiegeltes Display und verfügen wie die UltraHD über einen HDMI-Ausgang, über den sie sich per Kabel an HD-Fernseher anschließen lassen.

### FlipShare
Die Software FlipShare ist auf allen Modellen vorinstalliert. Sie startet, wenn ein Camcorder mittels USB-Arm an einen PC oder Mac angeschlossen wird. Mit ihr lassen sich Videos bearbeiten, Filme aus mehreren Sequenzen erstellen und die Videos verwalten. Zudem erlaubt FlipShare den Versand der Videos per Link in einer E-Mail. Die Filme werden dabei auf einen FlipShare-Server geladen und von den Empfängern der E-Mail dort abgerufen. Upload-Möglichkeiten zu YouTube und Myspace sind ebenfalls integriert.
Nächste Versionen, verfügbar seit Mitte Oktober 2010: In der neuen Version von FlipShare ist kein direkter Upload zu Myspace mehr möglich, dafür weiterhin zu YouTube und nun auch zu Facebook und Twitter. Eine neue „Magic Movie“-Funktion schneidet auf Knopfdruck ein Highlight-Video aus vielen Einzelszenen, eine verbesserte Snapshot-Funktion soll es Nutzern leichter machen, Fotos aus den Videos zu ziehen.

## Galerie

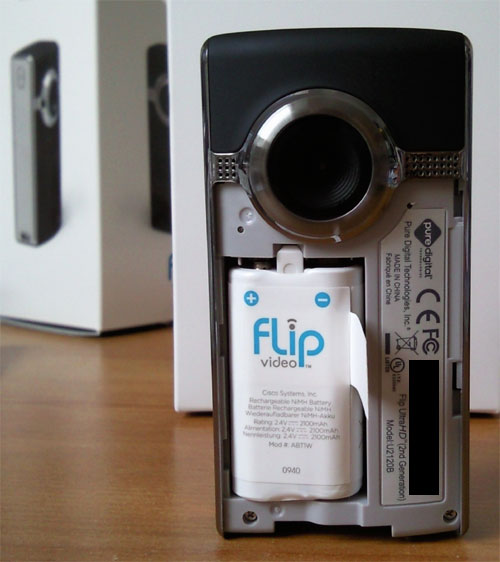
Flip Ultra HD mit geöffnetem Akkufach
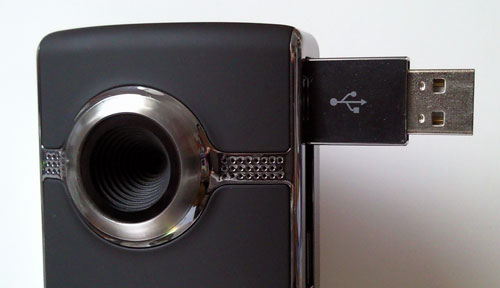
USB-Arm der Flip Ultra HD
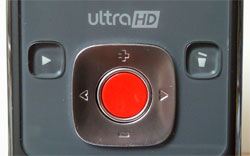
Flip Ultra HD – Bedienelemente
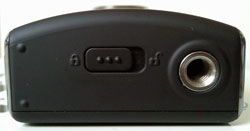
Unterseite der Flip Ultra HD mit Verschluss des Akkufachs und Stativhalterung